# Wołowskije Wysiełki
Wołowskije Wysiełki (ros. Воловские Выселки) – wieś (ros. деревня, trb. dieriewnia) w Rosji, w sielsowiecie wołowskim rejonu wołowskiego w obwodzie lipieckim.

## Geografia
Miejscowość położona jest nad ruczajem Wierchnij Małowiec, 3,5 km od centrum administracyjnego sielsowietu wołowskiego i całego rejonu (Wołowo), 132 km od stolicy obwodu (Lipieck).
W granicach miejscowości znajduje się ulica Wołowskije Wysiełki (10 posesji).

## Demografia
W 2012 r. miejscowość zamieszkiwało 15 osób.